# 1345 Potomac
1345 Potomac је астероид са пречником од приближно 71,82 .
Афел астероида је на удаљености од 4,705 астрономских јединица (АЈ) од Сунца, а перихел на 3,257 АЈ.
Ексцентрицитет орбите износи 0,181, инклинација (нагиб) орбите у односу на раван еклиптике 11,402 степени, а орбитални период износи 2901,701 дана (7,944 година).
Апсолутна магнитуда астероида је 9,73 а геометријски албедо 0,043.
Астероид је откривен 4. фебруара 1908. године.